# Пуотила (станция метро)

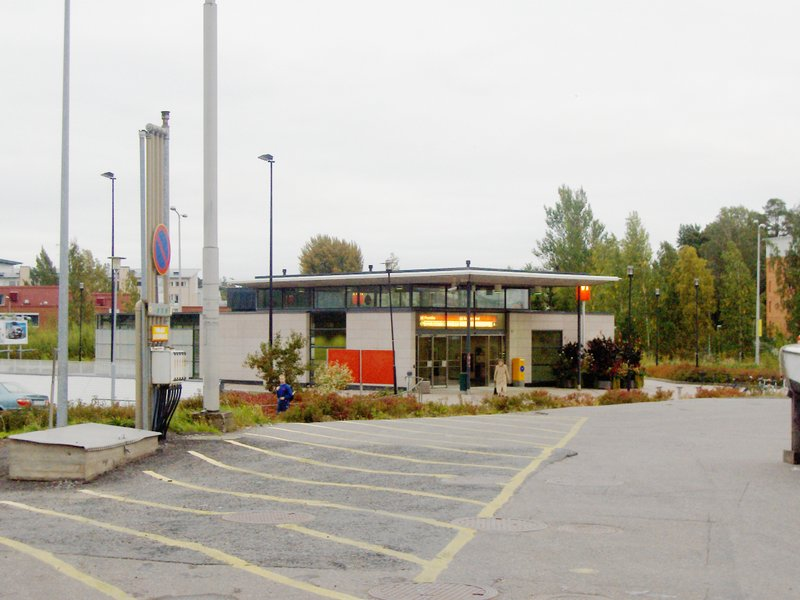
Западный вход/выход

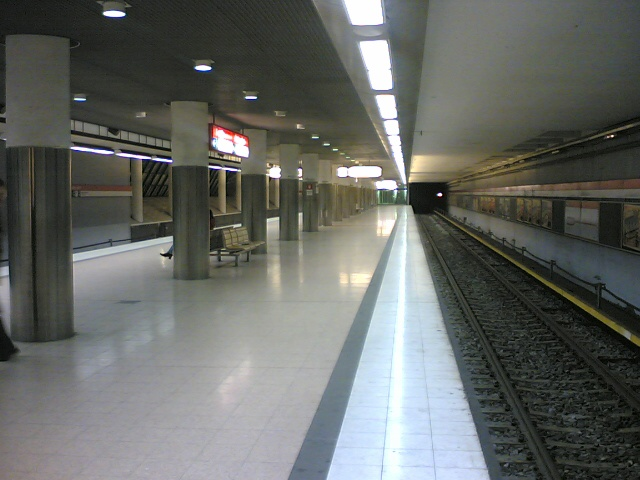
Вид на платформу

«Пуотила» (фин.  Puotila, швед.  Botby gård) — станция метрополитена Хельсинки по ветке «Итякескус» — «Вуосаари». Территориально находится в Восточном Хельсинки.
Станция обслуживает одноимённый район города Пуотила, а также район Вартиохарью. Станция подземного типа. Представляет собой неглубокий, прорубленный в скальной породе тоннель, закрытый сверху бетонной крышкой.
Эксплуатируется с 31 августа 1998 года. Спроектирована городским планировочным бюро Kaupunkisuunnittelu Oy Jarmo Maunula. Пассажиропоток в сутки (рабочие будни) в среднем равен 3,3 тыс. человек. Имеет одну платформу, два пути. Станция имеет два выхода — западный и восточный. Оба выхода оснащены эскалаторами и лифтами . Западная сторона — выход к восточному концу кольцевой автодороги Кольцо I . С восточной стороны станции расположены районный стадион, районный торговый центр, районная школа, а также районный Дом культуры рабочих. Возможны пересадки на автобусы, следующие по маршрутам: 95, 97, 97V, P20.